# 제임스 멀리스
제임스 알렉산더 멀리스(1936년 7월 5일 – 2018년 8월 29일)는 영국의 경제학자이자 1996년 노벨 경제학상 수상자이다 . 그는 1997년 생일 명예 에서 기사 작위를 받았다.
Kirkcudbrightshire 의 Minnigaff 에서 태어난 Mirrlees는 Douglas Ewart 고등학교 에서 교육을 받은 후 에든버러 대학교 (1957년 수학 및 자연 철학 석사)와 케임브리지 트리니티 칼리지 에서 교육을 받았다. 그는 매우 적극적인 학생 토론자였다. 동시대의 퀜틴 스키너는 멀리스가 그 기간 동안 동료 노벨상 수상자 아마르티아 센과 함께 케임브리지 사도회의 일원이었다고 했다.

## 경제학
1968년에서 1976년 사이에 그는 매사추세츠 공과 대학의 방문 교수를 세 번 역임했다. 그는 또한 버클리 캘리포니아 대학교 (1986)와 예일 대학교 (1989)의 방문 교수였다. 그는 옥스퍼드 대학교 (1968-1995년 에지워스 경제학 교수 )와 케임브리지 대학교 (1963-1968년 및 1995-2018년)에서 가르쳤다.
옥스퍼드에 있는 동안 그는 경제 모델에 관한 논문을 발표하여 결국 노벨상을 수상하게 되었다. 논문은 경제에서 최적의 저축률에 영향을 미치는 정도를 결정하는 비대칭 정보에 중점을 둔다. 다른 결과 중에서 그는 윌리엄 비크리의 책에서 논의된 " 모럴 해저드 "와 " 최적의 소득세 "의 원칙을 보여주었다. 그 이후 방법론은 해당 분야의 표준이 되었다.
멀리스와 비크리는 "비대칭 정보 하에서 인센티브의 경제 이론에 대한 근본적인 기여"로 1996년 노벨 경제학상을 수상했다.